# Joffrey Tower
La Joffrey Tower es un rascacielos situado en la esquina noreste de North State Street y East Randolph Street, en el área comunitaria Loop de Chicago, en el estado de Illinois (Estados Unidos). Es la sede permanente del Joffrey Ballet. Está ubicado inmediatamente al sur del Teatro de Chicago y y justo enfrente de los grandes almacenes Macy's, los más grandes de Chicago (y la segunda mayor tienda de Macy's en general) en State Street, dentro del distrito histórico de Loop Retail. En otro tiempo, en su solar se ubicaba el Templo Masónico. La ubicación del Joffrey Ballet en este edificio parece haber involucrado tratos políticos con el alcalde de Chicago, Richard M. Daley, y con su hermano, William M. Daley, copresidente de la junta directiva de Joffrey. El edificio estaba programado para completarse en diciembre de 2007, pero no se terminó hasta el 12 de septiembre de 2008.

## Detalles
El edificio originalmente se llamó Modern Momentum Building (apodado MoMo). Al igual que la compañía de ballet, lleva el nombre de Robert Joffrey, cofundador de la compañía. El Joffrey Ballet adquirió los derechos de nombre cuando compró 4 180 m² de espacio en el tercer y cuarto piso, para que sirviera como su sede permanente. Los pisos incluyen las oficinas administrativas de Joffrey, además de siete estudios de ensayo de última generación y un teatro de caja negra. 
El Modern Momentum Project adoptó el nombre de Joffrey cuando la compañía de ballet tomó posesión (originalmente previsto para diciembre de 2007). Los dos primeros pisos de la Torre Joffrey albergan tiendas y los pisos del 9 al 32 albergan condominios residenciales. Los cuatro pisos de los cimientos tienen 14 pies (4,3 m) de altura.
 

El corte de cuatro pisos sobre los cimientos y el techo verde está coronado por "patas" con solo ascensores y escaleras que compensan el hecho de que el edificio no tiene los típicos espacios de estacionamiento de nivel inferior para mejorar las vistas, al elevar las unidades. El mayor espacio de ensayo del edificio recibió el nombre de Arpino Studio, en honor a Gerald Arpino, cofundador y director artístico emérito del Joffrey Ballet. 

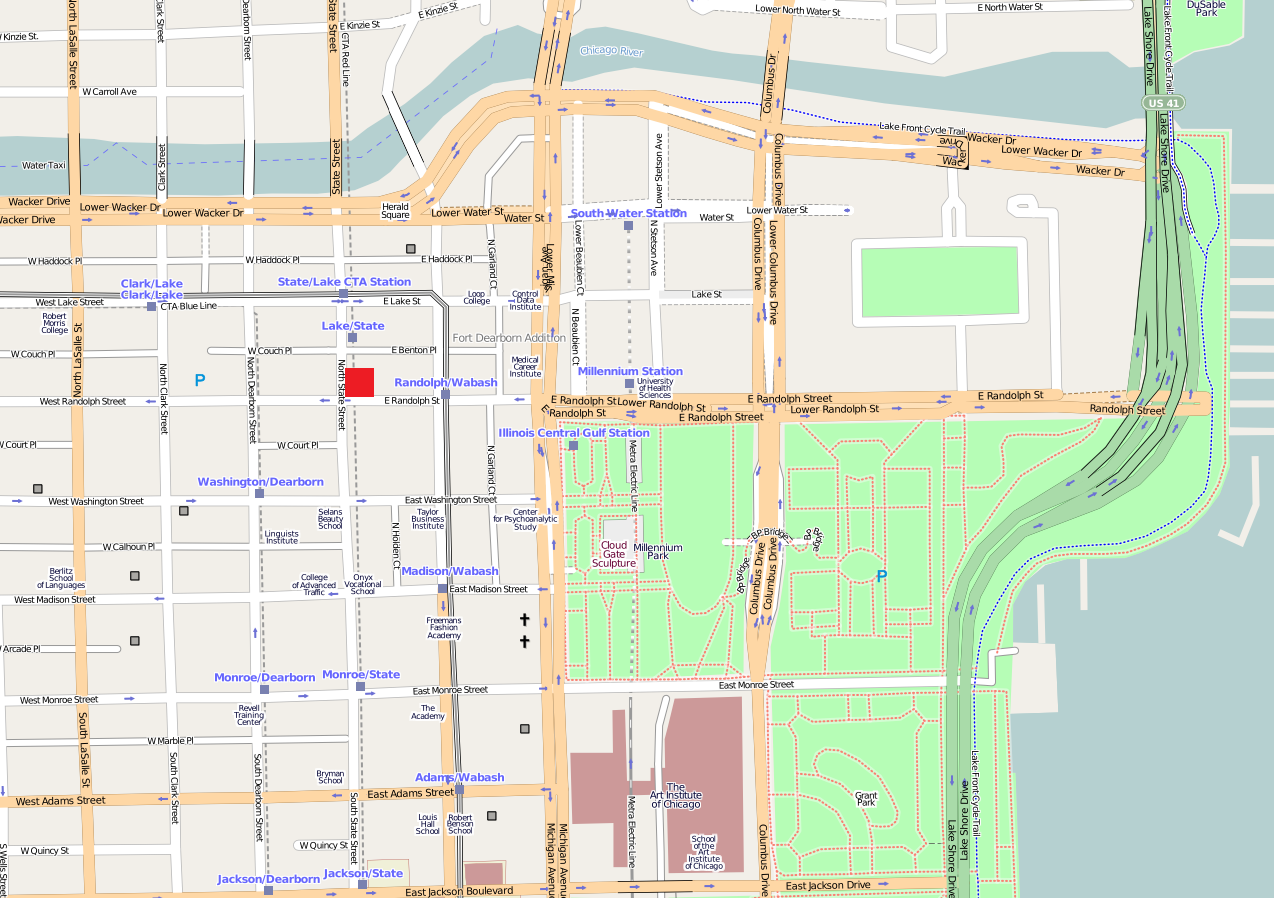
Ubicación de Joffrey Tower (cuadrado rojo) en el área comunitaria Loop de Chicago.

Originalmente, el edificio estaba programado para completarse en diciembre de 2007 con el cambio de nombre oficial y la mudanza de la compañía tras la terminación. Para enero de 2008, se había reprogramado la gran inauguración prevista para el verano de 2008. Los eventos de inauguración, incluidas las actuaciones de Shelley MacArthur y Ramsey Lewis, fueron patrocinados por The PrivateBank, Bank of America y la Fundación McCormick. La apertura tuvo lugar el 12 de septiembre de 2008.
Fue diseñado por Booth Hansen Architects. La construcción comenzó en 2005 y se completó para la gran inauguración de septiembre de 2008. La altura de la estructura es de 124,7 m (incluidas agujas y antenas).

## Historia

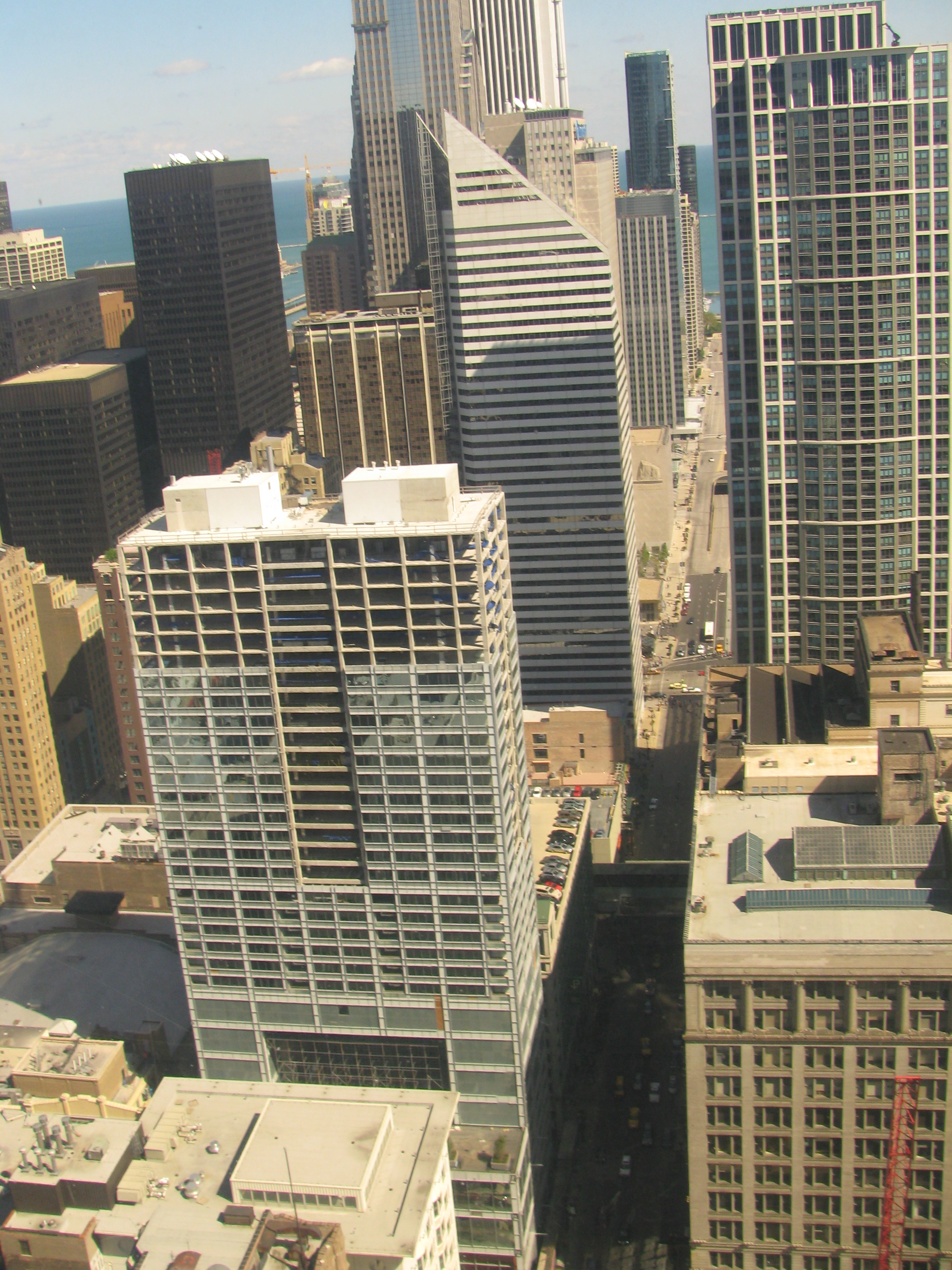
Construcción de la Joffrey Tower desde el centro Richard J. Daley.

Está ubicado en el sitio del antiguo Templo Masónico, que alguna vez fue el edificio más alto de Chicago. Desde la demolición del Templo Masónico, la dirección había albergado un edificio comercial de dos pisos. Un plan anterior fallido para reemplazar el pequeño edificio minorista en el sitio fue la Market Hall Tower, propuesta en 2000, que iba a tener un mercado de alimentos de estilo europeo de dos pisos y 75 apartamentos espaciosos en los 26 pisos adyacentes, 88,7 m torre. Otro plan fallido fue el posterior diseño de Randolph Court de 33 pisos.
Se encuentra a tres cuadras de los teatros Cadillac Palace, Chicago, Goodman, Harris, Ford Center / Oriental y Storefront Theatres, así como del Chicago Cultural Center, la antigua biblioteca central decorada por Tiffany.
 

## Ocupación
Loehmann's abrió una tienda de 2 508 m² en los dos primeros pisos el 12 de octubre de 2007. Esta ubicación es parte de la transformación de State Street en un barrio comercial y de viviendas para estudiantes. Loehmann's se declaró en quiebra el 16 de noviembre de 2010 y cerró la ubicación de State Street el 29 de enero de 2011, después de menos de 4 años en funcionamiento.
Walgreens, que había ocupado la propiedad desde 1926 hasta 2005, anunció que se haría cargo del espacio de Loehmann y operaría una farmacia de dos niveles, que se inauguraría en 2012. La ubicación se desarrolló como un edificio de dos pisos de 2 540 m² ubicación emblemática que se inauguró con dignatarios como el alcalde de Chicago, Rahm Emanuel, y el gobernador de Illinois, Pat Quinn, el 12 de enero de 2012, vendiendo una gama de servicios mucho más allá de la de una farmacia típica.

## Zonificación escolar
No todos los residentes del edificio pertenecen a las mismas zonas escolares trazadas por las Escuelas Públicas de Chicago. Algunos residentes están adscritos a South Loop K-8 y otros, a Phillips Academy High School.